# Karsten Küsters

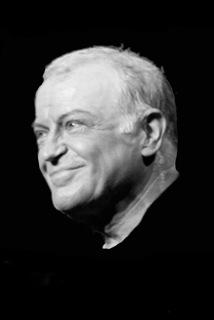
Karsten Küsters, 2008

Karsten Küsters (* 24. Dezember 1943 in Klosterheide/Neuruppin) ist ein deutscher Opernsänger der Stimmlage Bass.

## Leben
Nach der Schule absolvierte Küsters eine Handwerkslehre, die er mit dem Bundessieger (Lehrling) und dem Meisterbrief als Kürschner abschloss. Er studierte von 1965 bis 1969 am Nürnberger Konservatorium bei Hilde Scheppan und Willi Domgraf-Fassbaender Gesang. Nach der Bühnenreifeprüfung 1969 ging er an das Theater Trier und wechselte 1970 an das Bremer Theater. 1970 Heirat mit Regina Küsters geb. Häckel. Zu weiteren Studien unterbrach er sein Bremer Engagement und ging an das Conservatorio Giuseppe Verdi nach Mailand und an das Liceo Musicale „G.B.Viotti“ nach Vercelli zu Rosetta Noli. Er wurde Preisträger beim Concorso Internationale Vercelli.
1985 wurde er zum Kammersänger ernannt. 1986 wurde er mit dem Publikumspreis der Volksbühne Bremen, dem „Silbernen Roland“ ausgezeichnet. und 2008 wurde Karsten Küsters zum Ehrenmitglied des Bremer Theaters ernannt. Die Bremer Senatsmedaille für Kunst u. Wissenschaft erhielt er 2008.
Sein Repertoire als Bass-Buffo, Spielbass u. seriöser Bass umfasst über 160 Partien der gängigen Partien aus Operette, Musical und Oper bis zu anspruchsvollen Aufgaben in zeitgenössischen Musiktheaterwerken, davon 10 Uraufführungen. Unter anderen sang er die Rollen des Dikoj in Katja Kabanowa, Tewje in Anatevka, Baron Zeta in Die lustige Witwe, Monterone in Rigoletto, Zettel in Ein Sommernachtstraum, van Bett in Zar und Zimmermann, Patriarch in Der Herbst des Patriarchen, König Marke in Tristan und Isolde, Sarastro in Die Zauberflöte, Doolittle in My Fair Lady.
Nach seinem Wechsel von Bremen nach Berlin verstärkte er seine Gastiertätigkeit (Komische Oper Berlin, Theater Bremen, Nationaltheater Mannheim).
Küsters ist in zweiter Ehe verheiratet mit Hannelore Küsters geb. Supper und lebt in Berlin-Köpenick.